# Proceraea paraurantiaca
Proceraea paraurantiaca är en ringmaskart som beskrevs av Arne Nygren 2004. Proceraea paraurantiaca ingår i släktet Proceraea och familjen Syllidae. Arten har ej påträffats i Sverige. Inga underarter finns listade i Catalogue of Life.